# لیویا اورستیلا
لیویا اُورِستیلا (به لاتین: Livia Orestilla) همسر کالیگولا و امپراتریس روم برای تنها چند روز بود.

## زندگینامه
لیویا، همسر زیباروی گایوس کالپورنیوس پیسو، سخنوری توانا و نامدار از خانواده‌ای برجسته بود که مورد توجه گایوس کالیگولا، امپراتور وقت روم قرار گرفت. کالیگولا در جشن ازدواج آن دو در سال ۳۷ میلادی شرکت جست و بنا بر نوشته‌های دیو کاسیوس و سوئتونیوس، فرمان داد تا عروس را به خانهٔ او ببرند. فردای آن روز کالیگولا اعلام داشت که او نیز به همان روش رومولوس و آگوستوس برای خود همسری اختیار کرده‌است. با این حال او تنها چند روز بعد از لیویا جدا شد.
کالیگولا ۲ سال بعد در سال ۴۰ میلادی لیویا و پیسو را به زنا متهم نمود و تبعیدشان کرد. پیسو در زمان امپراتوری کلودیوس به رم بازگشت اما علی‌رغم این موضوع دیگر هیچ اشاره‌ای به لیویا نشده و سرنوشتش نامعلوم است.